# Хариберт I
Хариберт I (около 520 — ноябрь/декабрь 567, Париж) — король франков в 561—567 годах из династии Меровингов.
Имя Хариберт в переводе с франкского означает «Блистающий в войске».

## Биография

### Королевство Хариберта
Хариберт I — старший сын короля Хлотаря I и Ингунды, после смерти отца в ноябре 561 года и неудачной попытки присвоить себе отцовское наследство Хильпериком I, по согласованию с братьями разделил Франкское государство на четыре части. Хариберту досталось то, что называлось «королевством Хильдеберта», то есть большой Парижский бассейн, к которому добавлялась изрядная часть Аквитании и Прованса. Кроме Парижа, туда входили города Санлис, Мелён, Шартр, Тур, Пуатье, Сент, Бордо и пиренейские города. По своей столице эта территория получила название Парижского королевства. Это была лучшая часть Франкского государства, самая богатая фисками, и её было проще всего защищать. К тому же, получая Париж в качестве столицы, Хариберт становился хранителем могилы Хлодвига и наследником харизмы очень популярного Хильдеберта I. Опасности могли угрожать лишь его южным владениям, а именно Аквитании, где был по-прежнему силён местный автономизм.

### Отношения с церковью

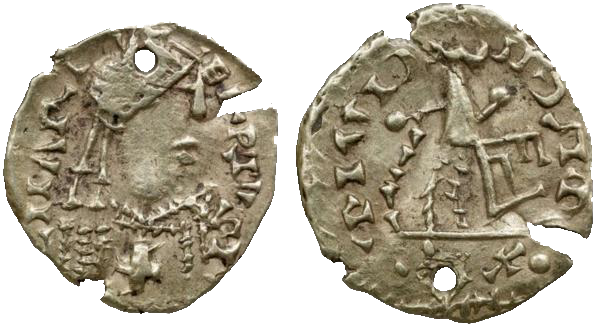
Тремисс Хариберта I.

Хариберт вмешивался в дела церкви. Так он восстановил смещенного с епископской кафедры в Сенте Эмерия. Этот Эмерий был поставлен ещё декретом Хлотаря I, без согласия митрополита, находившегося тогда в отсутствии. Митрополит Леонтий собрал в Сенте епископов своей провинции, и заменил Эмерия Ираклием, священником из Бордо. Хариберт, разгневанный тем, что без его ведома отстранили епископа избранного ещё отцовской властью, отправил Ираклия в заточение, и послал приближенных людей, чтобы оштрафовать Леонция на 1000 золотых солидов, а других епископов наказать каждого в зависимости от их имущества, а Эмерия восстановил в прежних правах. Однако на основе этого инцидента не следует делать вывод, что Хариберт неуважительно относился к церкви. Просто король хотел в корне подавить любые проявления Аквитании на самостоятельность, пусть даже в церковных вопросах.
С другой стороны, можно отметить, что из-за почтения к святому Мартину Турскому, Хариберт I отказался от сбора налогов с города Тура и его окрестностей. Прощение на налоги Туру дал в своё время ещё дед Хариберта Хлодвиг. Однако в правление Хариберта граф этого города Гайзон, своевольно собрал налоги с граждан Турской епархии, несмотря на препятствование епископа Евфрония, но когда он повёз то, что успел собрать королю, тот приказал предать податные списки огню, а собранные деньги отослал базилике святого Мартина.

Хариберт был довольно образованным государем; он знал латынь. Венанций Фортунат в посвящённом этому королю стихотворении восклицает:
Хоть по рождению ты из славного рода сигамбров, 
 Но на устах у тебя дышит латинская речь. 
 Как же, наверное, ты в родном языке превосходен, 
 Если латинян самих в нашем затмил языке?

### Семейные дела Хариберта

Раздел Франкского государства после смерти Хлотаря I (561). Владения Хариберта I выделены красным.

Хариберт был женат на Ингоберге, но в то же время он имел двух любовниц из свиты своей жены, двух сестер, дочерей какого-то простолюдина — Марковейфу (она была монахиней) и Мерофледу. Ингоберга очень ревновала короля к ним, и вот чтобы унизить их в глазах короля, она однажды позвала короля и показала ему их отца за работой, когда тот обрабатывал шерсть. Однако реакция короля оказалась совсем противоположной, чем ожидала королева, он сильно разгневался и удалил Ингобергу от себя, а женился на Мерофледе. Несколько лет спустя Мерофледа или умерла или просто наскучила королю, и Хариберт женился на её сестре Марковейфе. Была у него и другая девушка, дочь пастуха овец, по имени Теодогильда. От неё у него был сын, который, как только появился на свет, тотчас же и умер..
Однако из того, что Хариберт вёл активную матримониальную жизнь, необязательно делать вывод, что он был сексуально распущенный деспот. Не надо забывать, что король Парижа был уже немолод и что, несмотря на очевидные старания, ему так и не удалось зачать мальчика. А ведь Хариберт отчаянно нуждался в сыне, который бы продолжил его род. Ведь без наследника после его смерти королевство подлежало разделу между его братьями и конечно же его сановники не намерены были поддерживать амбиции государя, королевство которого обречено на исчезновение.
Но женившись на Марковейфе Хариберт совершил опрометчивый поступок. По церковным канонам он оказался виновным в двойном святотатстве. Во-первых, он женился на монашке. Во-вторых, женитьба на близкой родственнице прежней супруги считалось ужасным кровосмешением. А ведь епископы второй половины VI века полагали, что именно матримониальные запреты отличают христианство от язычества, цивилизацию от варварства. Из-за греха короля небеса могли всерьёз разгневаться на его подданных. И действительно Галлию, особенно Парижское королевство, начала опустошать эпидемия.

### Турский собор

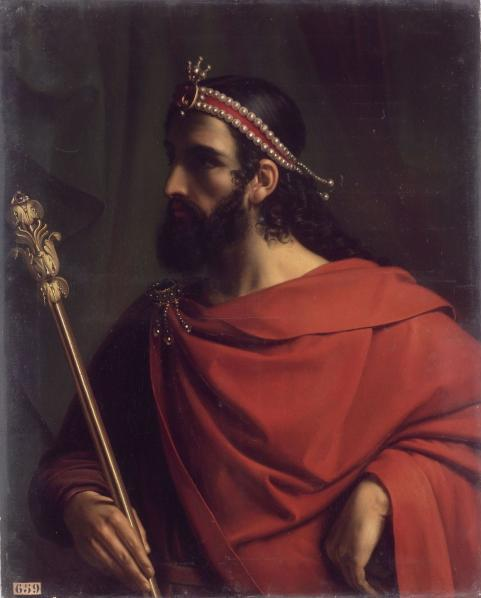
Хариберт I, король Парижа и западной Галлии. Картина Жана-Жозефа Дасси.

В целях то ли восстановить пошатнувшийся престиж, то ли искренне ища духовное средство от расползающейся болезни, косящей его подданных, Хариберт I разрешил собрать в Туре 18 ноября 567 года церковный собор, созыва которого уже многие годы требовали епископы. Этот его шаг был одним из самых неудачных, потому что прелаты, съехавшиеся со всего королевства, воспользовались случаем, чтобы издать два канона на злобу дня. Первый напоминал, что римские законы и церковное право категорически запрещает монахине выходить замуж. Что касается второго канона Турского собрания, то он был посвящён вопросу кровосмешения. Там вкратце излагались тексты Первого Орлеанского и Эпаонского соборов, уже почти полвека официально запрещавших мужчине жениться на свояченице. Согласно обоим постановлениям Турского собора за упомянутые грехи полагалось отлучение от церкви. Епископ Парижский Герман предложил Хариберту расторгнуть брак с Марковейфой, но тот отказался. За это он был вместе с женой отлучен от церкви.

### Смерть Хариберта
Вскоре Марковейфа, по словам Григория Турского, настигнутая божьим наказанием умерла, а за ней в ноябре или декабре 567 года (по другим данным — 5 марта 568 года) в Париже умер и Хариберт I.
Одна из его жён, Теодогильда, захватила королевскую казну и, желая сохранить титул королевы, отправила послов к Гунтрамну, с предложением взять её в жёны. Тот согласился, но, когда Теодогильда привезла к нему всю казну, он отняв у неё большую часть сокровищ и оставив ей немного, отправил её в монастырь в Арле. Но там она с трудом привыкала к постам и ночным молитвам. Через тайных послов обратилась она к какому-то готу, обещая ему, что если он пожелает увезти её в Испанию и жениться на ней, то она с радостью последует за ним и уйдёт из монастыря со своими сокровищами. Он без всяких колебаний обещал ей это. И когда она собрала вещи и увязала их, готовая выйти из монастыря, её желание предупредила заботливая аббатиса. Разгадав её замысел, она приказала её сильно высечь и содержать под стражей. Под стражей она пробыла до конца дней своих, перенося немалые тяготы.
Государство Хариберта после его смерти было поделено между его братьями Гунтрамном, Сигибертом I и Хильпериком I, но Париж, чтобы никого чрезмерно не усиливать, остался общим владением.

### Семья
- Ингоберга — после развода с королём сумела сохранить значительное богатство и мирно умерла в 589 году в возрасте почти семидесяти лет. Перед смертью в завещании она распределила, что отдать церкви Тура, что базилике святого Мартина и что церкви Ле-Мана, и дав многим грамоты на вольное житие[5].
  - Берта — как пишет папа Григорий Великий, она была девушкой довольно образованной. Была отдана замуж за короля Кента Этельберта I[2]. Григорий Турский уверяет, что она была единственным ребёнком Ингоберги[5].
- Мерофледа
- Марковейфа
- Теодогильда
  - неизвестный по имени сын, который умер сразу же после рождения.

- У Хариберта было ещё две дочери, но неизвестно от каких матерей они происходили.
  - Бертофледа — после смерти отца была помещена в монастырь в Туре. «Любила она поесть и поспать, в служении же господу не проявляла никакого усердия»[6].
  - Хродехильда — после смерти отца была помещена в монастырь в Пуатье, основанный блаженной Радегундой. Однако после смерти святой Радегунды и кончины настоятельницы Агнессы эта женская община начала утрачивать единство. Так в 589 году некоторое количество монахинь стали оспаривать власть новой аббатисы Левбоверы и обвинили её в безнравственности. Этот мятеж возглавили две меровингских принцессы Хродехильда и Базина, дочь Хильперика I. Видимо, некоторые из этих дам хотели произвести реформу дисциплины, а другие увидели здесь возможность покинуть монастырь, в который попали не по доброй воле.

"Там она (Хродехильда) возгордилась, кичась своим королевским происхождением, и заставила монахинь поклясться в том, что они, очернив аббатису Левбоверу и выгнав её из монастыря, поставят её самою во главе монастыря. И вот она вышла с сорока или более девами и со своей двоюродной сестрой Базиной, дочерью Хильперика I, и сказала: «Я иду к своим родственникам-королям, чтобы рассказать им о нашем унизительном положении, ибо здесь нас унижают так, словно мы не дочери королей, а рождённые от ничтожных служанок.»
 Окрестные епископы попытались восстановить дисциплину собственными силами, но монахини Святого Креста отказались им повиноваться. Они наняли воинов для своей защиты, и начались столкновения. Когда кровь пролилась даже в часовне, где находилась реликвия Святого Креста, пришлось вмешаться королеве Брунгильде и королю Гунтрамну. Оба правителя назначили следственную комиссию, состоящую из епископов, которые провели допросы под защитой светских властей. Аббатиса Левбовера была признана невиновной в распутствах, в которых её обвиняли, а монахинь, виновных в мятеже, прелаты отлучили. Принцесса Хродехильда попыталась оправдаться, обвинив нескольких близких к аббатисе людей в том, что они — агенты Фредегонды. Это, конечно, могло бы повлиять на позицию Брунгильды, но доказано ничего не было. Бунт монахинь Пуатье закончился странно. В самом деле, через некоторое время дворец потребовал от епископов снять отлучение, и принцесса Базина воспользовалась этим, согласившись вернуться в монастырь. Но Хродехильда отвергла полюбовное соглашение, и Брунгильда в конечном счёте предоставила ей для жительства виллу из фиска.